# Mirna Bogdanović
Mirna Bogdanović (* 1990 in Sarajewo) ist eine slowenisch-bosnische Jazzmusikerin (Gesang, Komposition).

## Leben und Wirken
Bogdanović wuchs in einer musikalischen Umgebung auf; ihr Vater war ein Singer-Songwriter. Mit sieben Jahren fing sie an, Klavier zu spielen, und setzte seitdem ihre musikalische Ausbildung fort. Sie hat zunächst an der Musikakademie Ljubljana klassisches Klavier studiert. Seit 2010 studierte sie Jazzgesang, zunächst am Konservatorium Klagenfurt; 2012 zog sie nach Berlin, wo sie an der Universität der Künste bei Judy Niemack, Kurt Rosenwinkel und Greg Cohen ihr Studium abschloss. Sie gehörte zum Bundesjazzorchester unter Leitung von Niels Klein und war als Sängerin an dessen Album Groove and the Abstract Truth (2016) beteiligt. Sie gründete die Bands The Good Old Good Ones und die Mirna Bogdanovic Group, mit der sie europaweit auftrat. Weiterhin ist sie auf Aufnahmen von Yogurt (Absint) und Balladero zu hören.

## Preise und Auszeichnungen
2015 gewann Bogdanović den Downbeat Student Award für herausragende Darbietungen. 2018/19 war sie Stipendiatin eines Elsa-Neumann-Stipendiums des Landes Berlin, welches ihr ermöglichte, sich auf ihre Kompositionsarbeit zu konzentrieren. Für ihr Debütalbum Confrontation wurde sie mit einem Deutschen Jazzpreis ausgezeichnet; ihr zweites Album Awake erhielt 2024 wiederum einen Deutschen Jazzpreis – als „Album des Jahres.“

## Diskographische Hinweise
- Confrontation (Klaeng Records 2020, mit Wanja Slavin, Povel Widestrand, Arne Braun, Felix Henkelhausen, Fabian Rösch sowie Pauline Peek, Dora Osterloh)[7]
- Awake (Berthold, 2023, mit Povel Widestrand, Peter Meyer, Felix Henkelhausen, Philip Dornbusch sowie Asger Uttrup Nissen, Paul Santner und Streichquartett)[8]